# Sam Larsson
Sam Larsson (ur. 10 kwietnia 1993 w Göteborgu) – szwedzki piłkarz grający na pozycji napastnika. Od 2022 roku jest zawodnikiem Antalyasporu.

## Życiorys
W czasach juniorskich trenował w IK Zenith i w IFK Göteborg. W 2012 roku dołączył do pierwszego zespołu tego ostatniego. W rozgrywkach Allsvenskan zadebiutował 21 października 2012 w przegranym 0:1 meczu z AIK Fotboll.
13 sierpnia 2014 został piłkarzem holenderskiego sc Heerenveen. Kwota transferu wyniosła około 1,5 miliona euro. Pierwszy mecz w lidze holenderskiej rozegrał 23 sierpnia 2014 przeciwko SBV Excelsior. Sezon 2014/2015 zakończył z bilansem w lidze: 21 meczów, 8 goli. W sezonie 2015/2016 w 34 meczach ligowych strzelił 6 bramek, zaś w sezonie 2016/2017 w 31 meczach 9 bramek.
21 sierpnia 2017 odszedł do Feyenoordu za około 4 mln euro, podpisując czteroletni kontrakt.

### Kariera reprezentacyjna
W 2015 roku wystąpił wraz z reprezentacją do lat 21 na rozgrywanych w Czechach Mistrzostwach Europy. Szwedzi sięgnęli na nich po złoto.
W seniorskiej reprezentacji Szwecji zadebiutował 15 listopada 2016 w meczu z Węgrami. Zdobył w tym meczu bramkę, strzelając bezpośrednio z rzutu wolnego. W 65. minucie meczu został zmieniony przez Viktora Claessona.

## Statystyki kariery
(aktualne na dzień 28 lutego 2020)
| Klub          | Sezon     | Liga     | Liga        | Liga  | Liga | Puchar krajowy | Puchar krajowy | Rozgrywki europejskie | Rozgrywki europejskie | W sumie | W sumie |
| Klub          | Sezon     | Liga     | Liga        | Mecze | Gole | Mecze          | Gole           | Mecze                 | Gole                  | Mecze   | Gole    |
| ------------- | --------- | -------- | ----------- | ----- | ---- | -------------- | -------------- | --------------------- | --------------------- | ------- | ------- |
| IFK Göteborg  | 2012      | Szwecja  | Allsvenskan | 2     | 0    | 5              | 0              | 0                     | 0                     | 7       | 0       |
| IFK Göteborg  | 2013      | Szwecja  | Allsvenskan | 29    | 4    | 5              | 2              | 2                     | 0                     | 36      | 6       |
| IFK Göteborg  | 2014      | Szwecja  | Allsvenskan | 18    | 2    | 0              | 0              | 6                     | 0                     | 24      | 2       |
| sc Heerenveen | 2014/2015 | Holandia | Eredivisie  | 21    | 8    | 0              | 0              | –                     | –                     | 21      | 8       |
| sc Heerenveen | 2015/2016 | Holandia | Eredivisie  | 34    | 6    | 3              | 0              | –                     | –                     | 37      | 6       |
| sc Heerenveen | 2016/2017 | Holandia | Eredivisie  | 31    | 9    | 3              | 0              | –                     | –                     | 34      | 9       |
| Feyenoord     | 2017/2018 | Holandia | Eredivisie  | 19    | 4    | 4              | 4              | 6                     | 0                     | 29      | 8       |
| Feyenoord     | 2018/2019 | Holandia | Eredivisie  | 32    | 6    | 4              | 1              | 2                     | 0                     | 38      | 7       |
| Feyenoord     | 2019/2020 | Holandia | Eredivisie  | 21    | 4    | 3              | 0              | 10                    | 2                     | 34      | 6       |
| W sumie       | W sumie   | W sumie  | W sumie     | 207   | 43   | 27             | 7              | 26                    | 2                     | 260     | 52      |

## Życie prywatne
Brat Sama Larssona, Daniel, również jest piłkarzem.